# John Smith (Politiker, 1938)

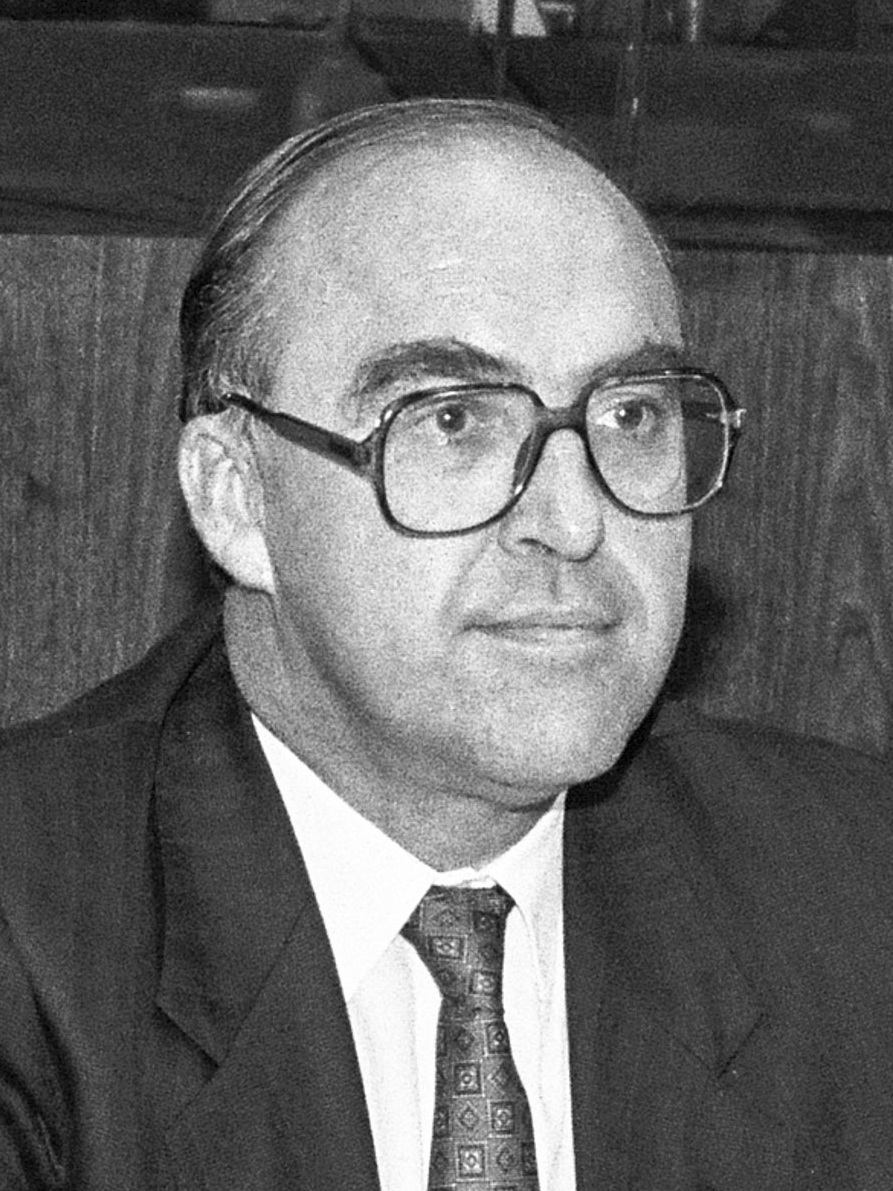
John Smith (1989)

John Smith (* 13. September 1938 in Ardrishaig, Argyll and Bute; † 12. Mai 1994 in London) war ein schottischer Politiker. Von Juli 1992 bis zu seinem unerwarteten Tod im Mai 1994 war er Parteichef (Leader) der Labour Party.

## Leben
Smith wurde in Schottland geboren und besuchte in Dunoon die Schule, bevor er an der Universität Glasgow Rechtswissenschaften studierte. Während seiner Zeit an der Universität wurde er Sieger des vom Observer veranstalteten Debattierwettbewerbs. Bis zu seiner Wahl in das Parlament 1970 als Abgeordneter für North Lanarkshire arbeitete er als Anwalt.
Während der Labour-Regierungszeit in den 1970er Jahren steuerte er die hochkontroversen Dezentralisierungsvorschläge für Schottland und Wales durch das Unterhaus. Zwischen 1978 und dem Sturz der Labour-Regierung 1979 diente er als Handelsminister.
Trotz seines ruhigen, bescheidenen Auftretens und seines politisch moderaten Standpunkts galt er als witziger, oft beißender Redner. 1988 erlitt er während seiner Zeit als Schattenfinanzminister einen Herzinfarkt und nahm daraufhin stark ab, um das Risiko weiterer gesundheitlicher Probleme zu verringern.
Smith repräsentierte den traditionellen Flügel von Labour. Im Wahlkampf 1992 vertrat er die Position des one more heave („nur noch eine Anstrengung“), die Kritiker polemisch als „abwarten und nichts tun“ (sondern sich auf die Schwäche der Konservativen verlassen) deuteten. Ursprünglich stammt der Begriff des one more heave von Jeremy Thorpe (1974); er wurde 2017 in pejorativer Absicht auch auf die Politik Jeremy Corbyns übertragen. Die sogenannten Modernisierer in der Partei um die beiden späteren Premierminister Gordon Brown und Tony Blair waren bestrebt, zu verhindern, dass die Partei diesen Standpunkt einnahm. 
Für die überraschende Niederlage Labours bei den Wahlen am 8. April 1992 wurde insbesondere Smith verantwortlich gemacht, gleichwohl wurde er zu Neil Kinnocks Nachfolger als Vorsitzender gewählt. Letzten Endes scheiterte Smith bei der Wahl an der Forderung, den Spitzensteuersatz von 40 auf 50 % zu erhöhen (sog. Labour’s tax bombshell), während die Konservativen die Einkommensteuer inmitten der starken Rezession um 20 % senken wollten. Blair und Brown hatten diese Forderung ihrer eigenen Partei in Frage gestellt und rührten später vorsichtiger Weise nicht mehr an die Frage des Steuersatzes.
Während seiner kurzen Zeit als Vorsitzender der Labour Party schaffte Smith das Blockvotum der Gewerkschaften auf Parteitagen der Labour Party ab und ersetzte es durch den Grundsatz „one member, one vote“ (ein Mitglied, eine Stimme). Während seiner Amtszeit erreichte Labour in Meinungsumfragen einen bemerkenswerten Vorsprung vor den Konservativen. Er legte eine zukünftige Labour-Regierung darauf fest, ein Schottisches Parlament zu etablieren, was Tony Blair, der im Juli 1994 zu seinem Nachfolger als Parteivorsitzender gewählt wurde, umsetzte.
Smiths plötzlicher und frühzeitiger Tod infolge eines neuerlichen Herzinfarkts bereitete Blair (damals Schatteninnenminister) den Weg; dieser wurde 1997 britischer Premierminister und blieb es bis 2007. 

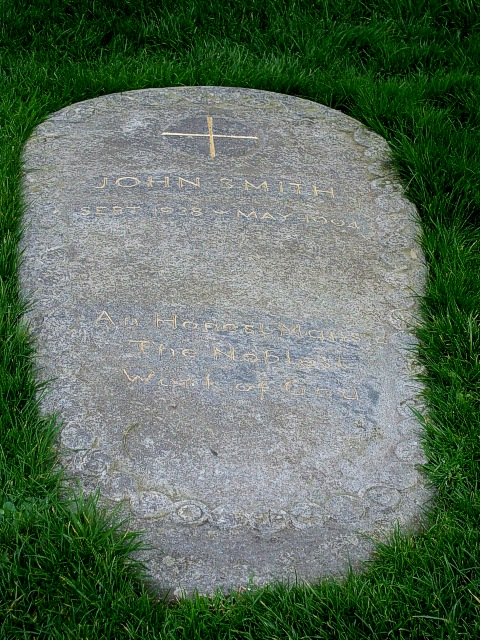
Smiths Grab auf Iona

Smith wurde auf der „heiligen“ Insel Iona mit einer Sondererlaubnis beigesetzt. In ehrendem Andenken benannte Labour seine Parteizentrale in der Walworth Road in John Smith House um.

## Nachwirkung
Auch wenn Smith bereits 1988 einen schweren Herzinfarkt erlitten hatte, gab es nach seinem Tod in Teilen der britischen Bevölkerung eine große emotionale Erschütterung, die in geringerem Umfang der öffentlichen Anteilnahme entsprach, die drei Jahre später Prinzessin Dianas überraschendem Tod folgte. Teilweise weinten die Abgeordneten im Unterhaus. Infolge dieser Emotionalität war eine Diskussion über Smiths Politik und Vermächtnis in den folgenden Jahren schwierig. Deutsche Medien nahmen nur in geringem Maße von Smith Kenntnis.
Seit Blair Smiths Nachfolger als Parteichef wurde, wurde Smith wegen des Kontrasts zwischen seinem traditionellen Ansatz und Blairs Führungsanspruch zu New Labour zu einer Ikone der Parteilinken. Die Frage, ob Smith Labour zu einem solchen fulminanten Wahlsieg wie Blair hätte führen können, bleibt weiter strittig.
Nach Smiths Tod wurde der John Smith Memorial Trust gegründet, der zusammen mit dem British Council und dem Ministerium für Verfassungsangelegenheiten das John Smith Fellowship Programme verwaltet.
Das Stipendium ermöglicht jungen Führungskräften aus dem Ausland ein Praktikum in der britischen Politik.